# Connectoma

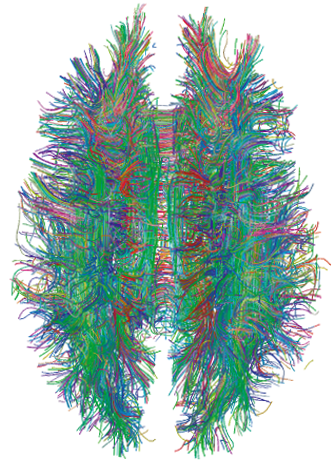
Connexions de la matèria blanca d'un obtingudes amb una tractografia de ressonància magnètica.

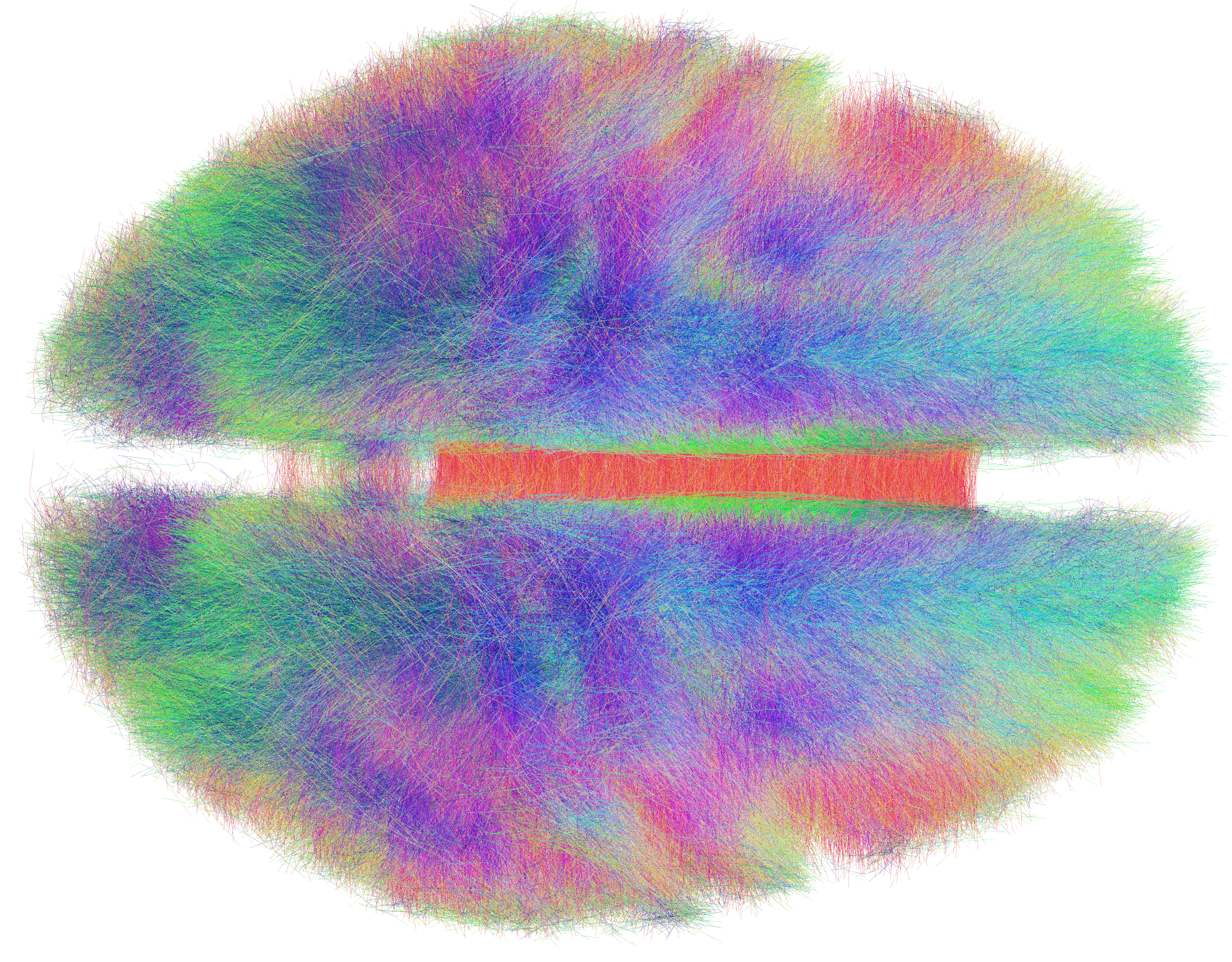
Renderització d'un connectoma grupal basat en 20 subjectes. Les fibres anatòmiques que constitueixen l'arquitectura de la matèria blanca del cervell humà es visualitzen codificades per colors mitjançant la direcció de travessa (matografia de direccions xyz a colors RGB respectivament). La visualització de les fibres es va fer mitjançant el programari TrackVis.

Un connectoma és un mapa complet de les connexions neuronals del cervell, i es pot considerar com el seu "diagrama de cablejat". El sistema nerviós d'un organisme està format per neurones que es comuniquen mitjançant sinapsis. Un connectoma es construeix rastrejant la neurona en un sistema nerviós i mapejant on les neurones estan connectades mitjançant sinapsis.
La importància del connectoma prové de la constatació que l'estructura i la funció del cervell humà estan íntimament lligades, a través de múltiples nivells i modes de connectivitat cerebral. Hi ha fortes limitacions naturals sobre les quals les neurones o les poblacions neuronals poden interactuar, o com de fortes o dirigides són les seves interaccions. De fet, la base de la cognició humana es troba en el patró d'interaccions dinàmiques modelades pel connectoma.
Malgrat els mapes estructura-funció tan complexos i variables, el connectoma és una base indispensable per a la interpretació mecanicista de dades cerebrals dinàmiques, des d'enregistraments unicel·lulars fins a una neuroimatge funcional.

## Origen i ús del terme
El 2005, el doctor Olaf Sporns de la Universitat d'Indiana i el doctor Patric Hagmann de l'Hospital Universitari de Lausanne van suggerir de manera simultània i independent el terme "connectoma" per referir-se a un mapa de les connexions neuronals dins del cervell. Aquest terme es va inspirar directament en l'esforç en curs per seqüenciar el codi genètic humà: construir un genoma.
La "connectòmica" (Hagmann, 2005) s'ha definit com la ciència relacionada amb el muntatge i l'anàlisi de conjunts de dades de connectomes.
El terme es va popularitzar més recentment pel discurs I am my Connectome de Sebastian Seung pronunciat el 2010 en una conferència TED, que tracta sobre els objectius d'alt nivell de mapejar el connectoma humà, així com els esforços en curs per construir un mapa neuronal tridimensional del teixit cerebral a microescala. El 2012, Seung va publicar el llibre Connectome: How the Brain's Wiring Makes Us Who We Are.

## Metodologia
Les xarxes cerebrals es poden definir a diferents nivells d'escala, corresponents als nivells de resolució espacial en la imatge cerebral (Kötter, 2007, Sporns, 2010). Aquestes escales es poden classificar aproximadament en macroescala, mesoescala i microescala. En última instància, pot ser possible unir mapes connectòmics obtinguts a diferents escales en un únic mapa jeràrquic de l'organització neuronal d'una determinada espècie que va des de neurones individuals fins a poblacions de neurones fins a sistemes més grans com les àrees corticals. Tenint en compte les incerteses metodològiques que implica inferir la connectivitat a partir de les dades experimentals primàries, i tenint en compte que és probable que hi hagi grans diferències en els connectomes de diferents individus, qualsevol mapa unificat probablement es basarà en representacions probabilístiques de les dades de connectivitat (Sporns et al., 2005).

## Mapeig de la connectivitat funcional
Utilitzant fMRI en estat de repòs i durant les tasques, s'estan estudiant les funcions dels circuits connectomes. De la mateixa manera que els mapes de carreteres detallats de la superfície de la Terra no ens diuen gaire sobre el tipus de vehicles que recorren aquestes carreteres o quina càrrega transporten, per entendre com les estructures neuronals donen lloc a un comportament funcional específic, com ara la consciència, és necessari construir teories que relacionen les funcions amb la connectivitat anatòmica. Tanmateix, el vincle entre la connectivitat estructural i funcional no és senzill. Els models computacionals de la dinàmica de la xarxa del cervell sencer són eines valuoses per investigar el paper de la xarxa anatòmica en la configuració de la connectivitat funcional. En particular, es poden utilitzar models computacionals per predir l'efecte dinàmic de les lesions al connectoma.

## Anàlisi
El connectoma es pot estudiar com una xarxa mitjançant la ciència de xarxes, o bé es pot estudiar fent servir la teoria de grafs. En el cas d'un connectoma a microescala, els nodes d'aquesta xarxa (o gràfic) són les neurones, i les vores corresponen a les sinapsis entre aquestes neurones. Per al connectoma a macroescala, els nodes corresponen a les ROI (regions d'interès), mentre que les vores del gràfic es deriven dels axons que interconnecten aquestes àrees. Així, de vegades, els connectomes es denominen gràfics cerebrals, ja que de fet són gràfics en un sentit matemàtic que descriuen les connexions del cervell (o, en un sentit més ampli, de tot el sistema nerviós).

## Neuroplasticitat
Al començament del projecte del connectoma, es pensava que les connexions entre neurones eren inalterables un cop establertes i que només es podien alterar les sinapsis individuals. Tanmateix, l'evidència recent suggereix que la connectivitat també està subjecta a canvis, anomenada neuroplasticitat. Hi ha dues maneres en què el cervell pot reconnectar: formació i eliminació de sinapsis en una connexió establerta o formació o eliminació de connexions senceres entre neurones. Tots dos mecanismes de recablejat són útils per aprendre tasques completament noves que poden requerir connexions completament noves entre regions del cervell. Tanmateix, la capacitat del cervell per guanyar o perdre connexions senceres planteja un problema per mapejar un connectoma d'espècie universal. Tot i que el cablejat es produeix a diferents escales, des de la microescala fins a la macroescala, cada escala no es produeix de manera aïllada. Per exemple, en el connectoma de C. elegans, el nombre total de sinapsis augmenta 5 vegades des del naixement fins a l'edat adulta, canviant les propietats de la xarxa local i global. Altres connectomes de desenvolupament, com el connectoma muscular, conserven algunes propietats de xarxa global tot i que el nombre de sinapsis disminueix 10 vegades en la vida postnatal primerenca.

## Datasets

### Humans
El Projecte Human Connectome Project, patrocinat pel National Institutes of Health (NIH), es va crear amb l'objectiu de mapejar els 86.000 milions de neurones (i les seves connexions) en un cervell humà.

### Cuc rodó
El primer (i fins ara l'únic) connectoma totalment reconstruït pertany al cuc rodó Caenorhabditis elegans. El principal esforç va començar amb les primeres micrografies electròniques publicades per White, Brenner et al., 1986. Basat en aquest treball seminal, el primer connectoma (llavors anomenat "base de dades de circuits neuronals" pels autors) per a C. elegans es va publicar en forma de llibre amb disquets acompanyats per Achacoso i Yamamoto el 1992.] El primer article sobre la representació informàtica del seu connectoma va ser presentat i publicat tres anys abans el 1989 per Achacoso. El connectoma de C. elegans es va revisar més tard i es va ampliar per mostrar canvis durant el desenvolupament de l'animal.

### Mosca de la fruita
Actualment s'estan cartografiant diferents seccions de teixit nerviós de les mosques de la fruita, inclosa una secció parcial del cervell i tot el cordó nerviós ventral.

### Ratolí
Els connectomes parcials de la retina del ratolí i l'escorça visual primària del ratolí també s'han construït amb èxit.
El primer connectoma complet d'un circuit de mamífers es va construir l'any 2021. Aquesta construcció va incloure el desenvolupament de totes les connexions entre el SNC i un sol múscul des del naixement fins a l'edat adulta.

## Gamificació
Eyewire és un joc en línia desenvolupat pel científic nord-americà Sebastian Seung de la Universitat de Princeton. Utilitza la informàtica social per ajudar a mapejar el connectoma del cervell. Ha atret més de 130.000 jugadors de més de 100 països. El jugador rep un cub amb una branca neuronal parcialment reconstruïda que s'estén a través d'ell. El jugador completa la reconstrucció pintant una imatge 2D amb una imatge 3D generada simultàniament. Les reconstruccions es comparen entre els jugadors a mesura que s'envien cada cub, donant lloc a una reconstrucció consensuada que posteriorment els jugadors experimentats comproven.